# Kubrat (gmina)
Kubrat (bułg. Община Кубрат)  − gmina w północno-wschodniej Bułgarii, w obwodzie Razgrad.
Miejscowości wchodzące w skład gminy Kubrat:
- Bełowec (bułg.: Беловец),
- Biserci (bułg.: Бисерци),
- Bożurowo (bułg.: Божурово),
- Goriczewo (bułg.: Горичево),
- Juper (bułg.: Юпер),
- Kamenowo (bułg.: Каменово),
- Kubrat (bułg.: Кубрат) − siedziba gminy,
- Medowene (bułg.: Медовене),
- Mydrewo (bułg.: Мъдрево),
- Rawno (bułg.: Равно),
- Sawin (bułg.: Савин),
- Sesław (bułg.: Сеслав),
- Sewar (bułg.: Севар),
- Terter (bułg.: Тертер),
- Tocziłari (bułg.: Точилари),
- Zadruga (bułg.: Задруга),
- Zwynarci (bułg.: Звънарци).